# Dave Heineman
David Eugene Heineman, född 12 maj 1948 i Falls City, Nebraska, är en amerikansk republikansk politiker. Han var Nebraskas guvernör 2005–2015.
Heineman utexaminerades från United States Military Academy 1970. Han var Nebraskas viceguvernör 2001–2005. När guvernör Mike Johanns utnämndes till USA:s jordbruksminister, efterträdde Heineman honom som guvernör. Heineman valdes till en hel mandatperiod 2006; han fick 76% av rösterna i guvernörsvalet. I republikanernas primärval hade det varit betydligt tuffare; Heineman fick där 49% mot 45% för ledamoten av USA:s representanthus Tom Osborne. I guvernörsvalet 2010 vann Heineman överlägset mot demokraten Mike Meister.